# Blepisanis ruficollis
Blepisanis ruficollis är en skalbaggsart som beskrevs 1914 av den svenska entomologen Per Olof Christopher Aurivillius. Arten ingår i släktet Blepisanis och familjen långhorningar.
Den förekommer i Centralafrika i Malawi, Moçambique, Kongo-Kinshasa och Centralafrikanska republiken. Inga underarter finns listade.